# 丸山オランダ坂
丸山オランダ坂（まるやまオランダざか）は、長崎県長崎市丸山町にある坂の名称。江戸〜明治時代に外国の人がよく通っており、その人々がオランダさんと呼ばれていたので、オランダ坂という名称がついた。
ちなみこのオランダ坂の入口の看板には「本当のオランダ坂」と書かれている。
長崎市東山手町にもオランダ坂がある。